# HMS E47
Pour les articles homonymes, voir E47.
Le HMS E47 est un sous-marin britannique de classe E construit pour la Royal Navy par Fairfield Shipbuilding and Engineering Company à Govan et terminé par William Beardmore à Dalmuir. Il est lancé le 29 mai 1916 et mis en service en octobre 1916.

## Conception
Comme tous les sous-marins de la classe E postérieurs au E8, le E47 avait un déplacement de 662 tonnes longues (730 tonnes courtes) en surface et de 807 tonnes longues (890 tonnes courtes) en immersion. Il avait une longueur totale de 55 m et un maître-bau de 6,92 m. Il était propulsé par deux moteurs Diesel Vickers huit cylindres à deux temps de 800 chevaux (600 kW) et moteurs électriques deux moteurs électriques de 420 chevaux (310 kW),.
Le sous-marin avait une vitesse maximale de 16 nœuds (30 km/h) en surface et de 10 nœuds (19 km/h) en immersion. Les sous-marins britanniques de la classe E avaient une capacité en carburant de 50 tonnes longues (55 tonnes courtes) de gazole, et une autonomie de 2 829 milles marins (5 238 km) lorsqu’ils faisaient route à 10 nœuds (19 km/h). Ils pouvaient naviguer sous l’eau pendant cinq heures en se déplaçant à 5 nœuds (9,3 km/h).
Le E47 était armé d’un canon de pont de 12 livres QF (Quick Firing) de 3 pouces (76 mm) monté vers l’avant du kiosque. Il avait cinq tubes lance-torpilles de 18 pouces (457 mm), deux à l’avant, un de chaque côté à mi-longueur du navire et un à l’arrière. Au total, 10 torpilles étaient emportées à bord.
Les sous-marins de la classe E avaient la télégraphie sans fil d’une puissance nominale de 1 kilowatt. Sur certains sous-marins, ces systèmes ont par la suite été mis à niveau à 3 kilowatts en retirant un tube lance-torpilles du milieu du navire. Leur profondeur maximale de plongée théorique était de 100 pieds (30 mètres). Cependant, en service, certaines unités ont atteint des profondeurs supérieures à 200 pieds (61 mètres). Certains sous-marins contenaient des oscillateurs Fessenden.
Leur équipage était composé de trois officiers et 28 hommes.

## Engagements
Le E47 était basé à Harwich avec la 9ème flottille soutenue par les navires-dépôts HMS Maidstone et HMS Forth. Il a participé à des patrouilles en mer du Nord au large des côtes allemandes et néerlandaises. À la suite de la reprise du transport maritime côtier allemand entre la baie de Heligoland et Rotterdam, quatre sous-marins de classe E ont été envoyés pour l’intercepter. Le E47 a été perdu en mer du Nord le 20 août 1917. Il n’y a pas eu de survivant.
Parmi les hommes perdus dans le naufrage du E47 se trouvait le lieutenant Colin Fraser Creswell, fils du vice-amiral Sir William Rooke Creswell (KCMG, KBE, RAN),.

## Epave
L’épave du E47, retrouvée en 2002 par Divingteam Noordkaap de Vlieland, se trouve à environ 6 nautiques (11 km) au nord-ouest de Texel (Pays-Bas). Le canon de pont, qui a été arraché de son support, probablement par un chalutier, et était couché à côté de l’épave, a été récupéré et a permis d’identifier l’épave. L’épave porte le numéro 927 au département hydrographique néerlandais, et se trouve à la position 53° 6′ 8.10" Nord 4° 33′ 28.0" Est.